# Matteo Gatti
Matteo Gatti (San Marino, 14 maggio 2001) è uno sciatore alpino sanmarinese, ha partecipato ai Giochi olimpici invernali di Pechino.

## Biografia
Attivo dal dicembre 2017, nel 2019  ha preso parte al XIV Festival olimpico invernale della gioventù europea a Sarajevo in Bosnia Erzegovina, arrivando 72º nello slalom gigante e non concludendo lo slalom speciale; nel 2021 ha esordito ai Campionati mondiali e nella rassegna iridata di Cortina d'Ampezzo ha chiuso 43º nello slalom gigante e 45º nello slalom speciale.
Ha partecipato ai XXIV Giochi olimpici invernali di Pechino 2022, suo esordio olimpico: rappresentante insieme ad Anna Torsani e portabandiera di San Marino durante la cerimonia di apertura, si è piazzato 43º nello slalom speciale ed è stato squalificato per partenza anticipata nello slalom gigante.
Non ha esordito né in Coppa Europa né in Coppa del Mondo.